# Епархия Авилы

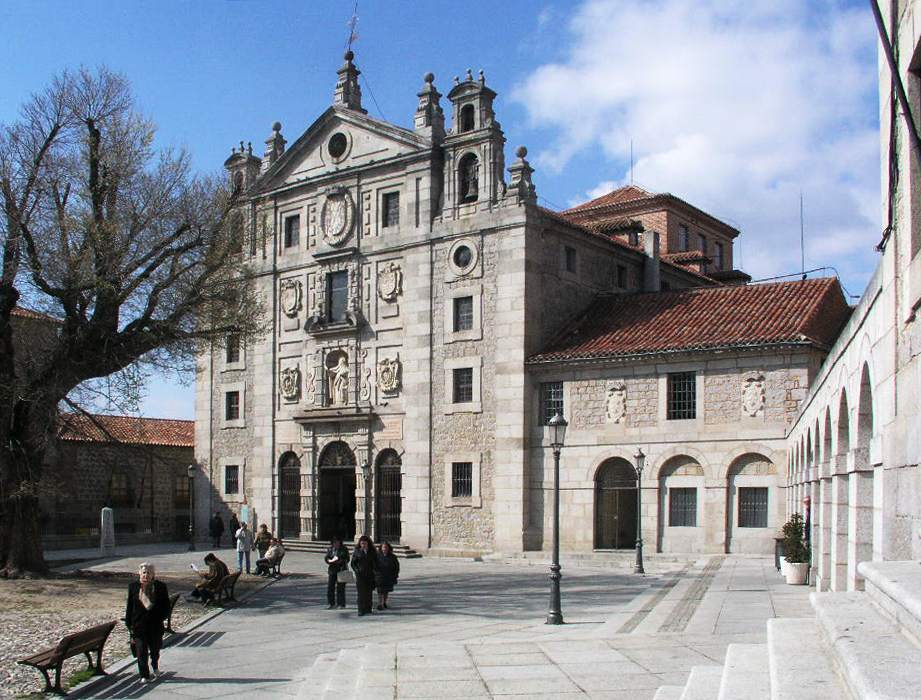
Монастырь святой Терезы Авильской

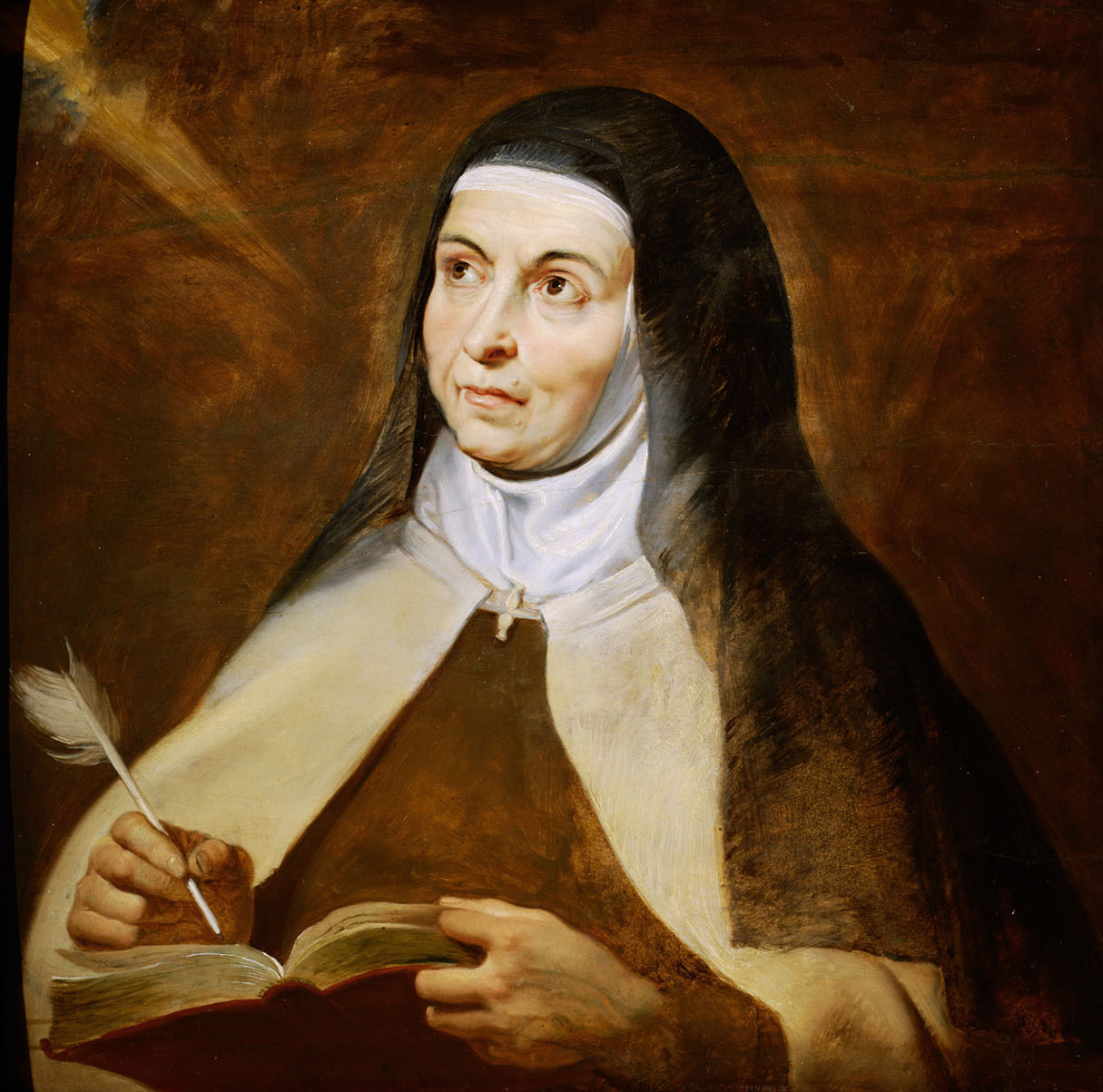
Святая Тереза Авильская - покровительница епархии Авилы

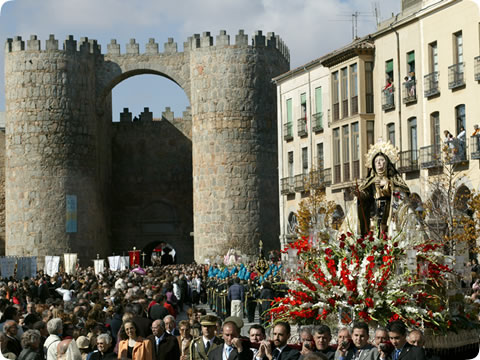
Католическая процессия в честь святой Терезы Авильской

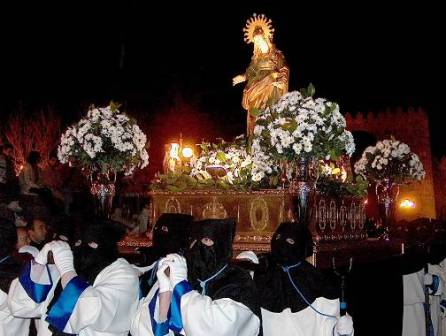
Католическая процессия во время Страстной недели

Епархия Авилы (лат. Dioecesis Abulensis) — епархия Римско-Католической церкви c центром в городе Авила, Испания. Епархия Авилы входит в митрополию Вальядолида. Кафедральным собором епархии Авилы является церковь Спасителя.

## История
Епархия Авилы была основана в последней четверти IV века. Первым епископом епархии Авилы был ересиарх Присциллиан. Первоначально она входила в митрополию Мериды (сегодня — Архиепархия Мериды-Бадахоса). В VII веке епархия пришла в упадок из-за арабского вторжения.
В 1100 году епархия Авила вместе с епархиями Саморы и Саламанкой подчинялась епископу Валенсии .
27 февраля 1120 года епархия Авилы вошла в митрополию Сантьяго-де-Компостелы.
В XII веке завершилось строительство современного собора Спасителя.
В 1568 году в Авиле была открыта епархиальная семинария.
В первой половине XIX века епархия Авилы пострадала от наполеоновских войн, во время которых значительная часть церковного имущества и искусства были конфискованы в пользу государства.
4 июля 1857 года епархия Авилы вошла в митрополию Вальядолида.
Во время Гражданской войны 1936 года были разрушены многие храмы епархии. Были убиты 35 священнослужителей епархии.
В 1955 году епархия Авилы передала несколько приходов архиепархиям Вальядолида, Толедо, епархиям Сеговии и Саламанки.

## Ординарии епархии
| - Секунд (?) (I век н. э.) - Присциллиан (380—385) - Юстиниан (упоминается в 610) - Теодоигий (упоминается в 633) - Евстахий (упоминается в 646) - Аманунг (упоминается между 653 и 656) - Асфалий (упоминается между 666 и 681) - Онигизий (упоминается в 682) - Иоанн (упоминается между 688 и 693) - Херонимо (1103—1120) - Санчо I (1121—1133) - Иньиго (1133—1158) - Санчо II (1160—1181) - Доминго I (1182—1187) - Доминго II (1187—1190) - Хуан (1191—1195) - Якобо о Ягуэ (Диего) (1195—1203) - Педро Инстансио (1205—1212) - Доминго Бласко (1213—1227) - Доминго Дентудо (1228—1239) - Эстебан (1241) - Бенито (1241—1259) - Доминго Суарес (1263—1271) - Доминго Мартинес (1273) - Аймар (? — 1290) - Фернандо Родригес (1290 — 15.08.1292) - Педро Гонсалес де Лухан (1293—1312) - Санчо Бласкес Давила (1312—1355) - Гонсало де ла Торре (1355—1359) - Альфонсо I де Варгас (1361—1371) — назначен епископом Кордовы - Альфонсо II (1371—1372) - Альфонсо III (1372—1379) - Диего де лос Роэлес (1381—1394) - Альфонсо де Эхеа (1395—1403) — назначен архиепископом Севильи - Хуан Рамирес де Гусман (1403 — 22.12.1424) - Диего Гомес де Фуэнсалида (1424—1436) - Хуан де Сервантес (1438 — 19.08.1441) — назначен архиепископом Севильи - Лопе де Барриентос (1441—1445) — назначен епископом Куэнки - Алонсо де Фонсека-и-Ульоа (1445 — 4.02.1454) — назначен архиепископом Севильи - Альфонсо Тостадо де Мадригаль (1454—1455) - Мартин Фернандес де Вильчес (1456—1469) - Альфонсо де Фонсека (1469—1485) — назначен епископом Куэнки | - Эрнандо де Талавера (1485—1492) — назначен архиепископом Гранады - Франсиско Санчес де ла Фуэнте (1493—1496) — назначен епископом Кордовы - Альфонсо Каррильо де Альборнос (27.06.1496 — 14.06.1514) - Франсиско Руис (14.07.1514 — 23.10.1518) - Родриго Санчес Меркадо (12.01.1530 — 25.01.1548) - Диего Алава Эскивель (7.05.1548 — 21.10.1558) — назначен епископом Кордовы - Диего де Кордова (1558) - Диего де лос Кобос Молина (2.08.1559 — 4.09.1560) — назначен епископом Хаэна - Альваро Уртадо де Мендоса-и-Сармиенто (4.09.1560 — 11.09.1577) — назначен епископом Паленсии - Санчо Бусто де Вильегас (5.11.1578 — 19.01.1581) - Педро Фернандес Теминьо (11.09.1581 — 23.08.1590) - Херонимо Манрике де Лара (5.04.1591 — 1.09.1595) - Хуан Веласкес де лас Куэвас (29.04.1596 — 11.03.1598) - Лоренсо Асенсио Отадуй Авенданьо (1.09.1599 — 4.12.1611) - Хуан Альварес де Кальдас (14.04.1612 — 19.09.1615) - Франсиско Гонсалес Сарате (де Гамарра) (30.05.1616 — 13.12.1626) - Альфонсо Лопес Гальо (1627) - Франсиско Маркес Гасета (29.11.1627 — 8.11.1631) - Педро Сифуэнтес Лоарте (7.06.1632 — 19.05.1636) - Антонио Перес (1637) - Диего Арсе Рейносо (22.03.1638 — 8.10.1640) — назначен епископом Пласенсии - Хуан Велес де Вальдивьельсо (25.02.1641 — 21.08.1645) — назначен епископом Картагены - Хосе Аргаис Перес (4.12.1645 — 27.07.1654) — назначен епископом Гранады - Бернардо Атайде де Лима Перера (5.10.1654 — 17.02.1656) - Мартин де Бонилья (1656 — 21.10.1662) - Франсиско де Рохас Борха (23.04.1663 — 29.05.1673) — назначен епископом Картагены - Хуан Асенсио Барриос (1.07.1673 — 1682) — назначен епископом Хаэна - Диего Вентура Фернандес де Ангуло (1683—1700) - Грегорио Солорсано Кастильо (10.05.1700 — 17.07.1703) - Бальтасар де ла Пенья Авилес (17.12.1703 — 7.02.1705) - Фройлан Диас (? — 1709) - Франсиско Солис Эрвас (13.02.1709 — 17.01.1714) - Хулиан Кано-и-Товар (26.04.1714 — 20.04.1719) - Хосе дель Ермо Сантибаньес (20.03.1720 — 8.03.1728) — назначен архиепископом Сантьяго-де-Компостеллы | - Педро Айяла (8.03.1728 — 23.06.1738) - Нарсисо Керальт (23.06.1738 — 12.01.1743) - Педро Гонсалес Гарсия (20.05.1743 — 7.04.1758) - Ромуальдо Веларде Сьенфуэгос (2.10.1758 — 11.05.1766) - Мигель Фернандо Мерино (1.12.1766 — 10.07.1781) - Антонио Сентменат-и-Кастелья (17 февраля 1783 — 22 июня 1784) - Хулиан Гаскуэнья Эрраис (20.09.1784 — 23.11.1796) - Франсиско Хавьер Кабрера Веласко (24.07.1797 — 22.01.1799) - Рафаэль Мускис Альдунате (15.04.1799 — 20.07.1801) — назначен архиепископом Сантьяго-де-Компостеллы - Мануэль Гомес Саласар (29.03.1802 — 3.11.1815) - Родриго Антонио де Орельяна (21.12.1818 — 29.07.1822) - Хосе Антонио Гарсия Тексеро (1823) - Рамон Мария Адурриага Урибе (25.04.1824 — 2.02.1841) - Мануэль Лопес Сантистебан (17.12.1847 — 30.04.1852) - Грегорио Санчес Рубио (27.09.1852 — 17.02.1854) - Хуан Альфонсо Альбукерке Берьон (23.06.1854 — 25.09.1857) — назначен епископом Кордовы - Фернандо Бланко-и-Лоренсо (24.12.1857 — 17.09.1875) — назначен архиепископом Вальядолида - Педро Хосе Санчес Карраскоса-и-Каррион (23.09.1875 — 30.03.1882) - блаженный Кириак Мария Санча-и-Эрвас (27.03.1882 — 10.04.1886) — назначен епископом Мадрида и Алькала-де-Энареса - Рамон Фернандес Пьерола-и-Лопес де Лусурьяка (17.03.1887 — 30.12.1889) — назначен епископом Витории - Хуан Муньос-и-Эррера (26.06.1890 — 2.12.1895) — назначен епископом Малаги - Хосе Мария Бланко Барон (2.12.1895 — 4.04.1897) - Хоакин Бельтран-и-Асенсио (24.03.1898 — 3.11.1917) - Энрике Пла-и-Дениэль (4.12.1918 — 28.01.1935) — назначен архиепископом Саламанки - Сантос Моро Брис (21.06.1935 — 19.10.1935) - Максимино Ромеро де Лема (19.10.1968 — 21.03.1973) — назначен секретарём Конгрегации по делам духовенства - Фелипе Фернандес Гарсия (22.10.1976 — 12.06.1991) — назначен епископом Сан-Кристобаль-де-Ла-Лагуна-о-Тенерифе - Антонио Каньисарес Льовера (6.03.1992 — 10.12.1996) — назначен архиепископом Гранады - Адольфо Гонсалес Монтес (26.05.1997 — 15.04.2002) — назначен епископом Альмерии - Хесус Гарсия Бурильо (9.01.2003 — по настоящее время). |  |

## Источник
- Annuario Pontificio, Libreria Editrice Vaticana, Città del Vaticano, 2007, ISBN 88-209-7422-3
- Pius Bonifacius Gams, Series episcoporum Ecclesiae Catholicae, Leipzig 1931, стр. 9-10  (лат.)
- Konrad Eubel, Hierarchia Catholica Medii Aevi, vol. 1 Архивная копия от 9 июля 2019 на Wayback Machine, стр. 67; vol. 2 Архивная копия от 4 октября 2018 на Wayback Machine, стр. 78; vol. 3 Архивная копия от 21 марта 2019 на Wayback Machine, стр. 92; vol. 4 Архивная копия от 4 октября 2018 на Wayback Machine, стр. 65; vol. 5, стр. 65-66; vol. 6, стр. 62  (лат.)